# 金志聿
金志聿，中原大學資訊管理學系學士、碩士，國立臺灣科技大學管理研究所博士，中原大學資管系副教授。巨網資訊及網路溫度計創辦人，台灣加油讚新媒體總監。